# Gymnomystax mexicanus
Gymnomystax mexicanus là một loài chim trong họ Icteridae.

## Hình ảnh

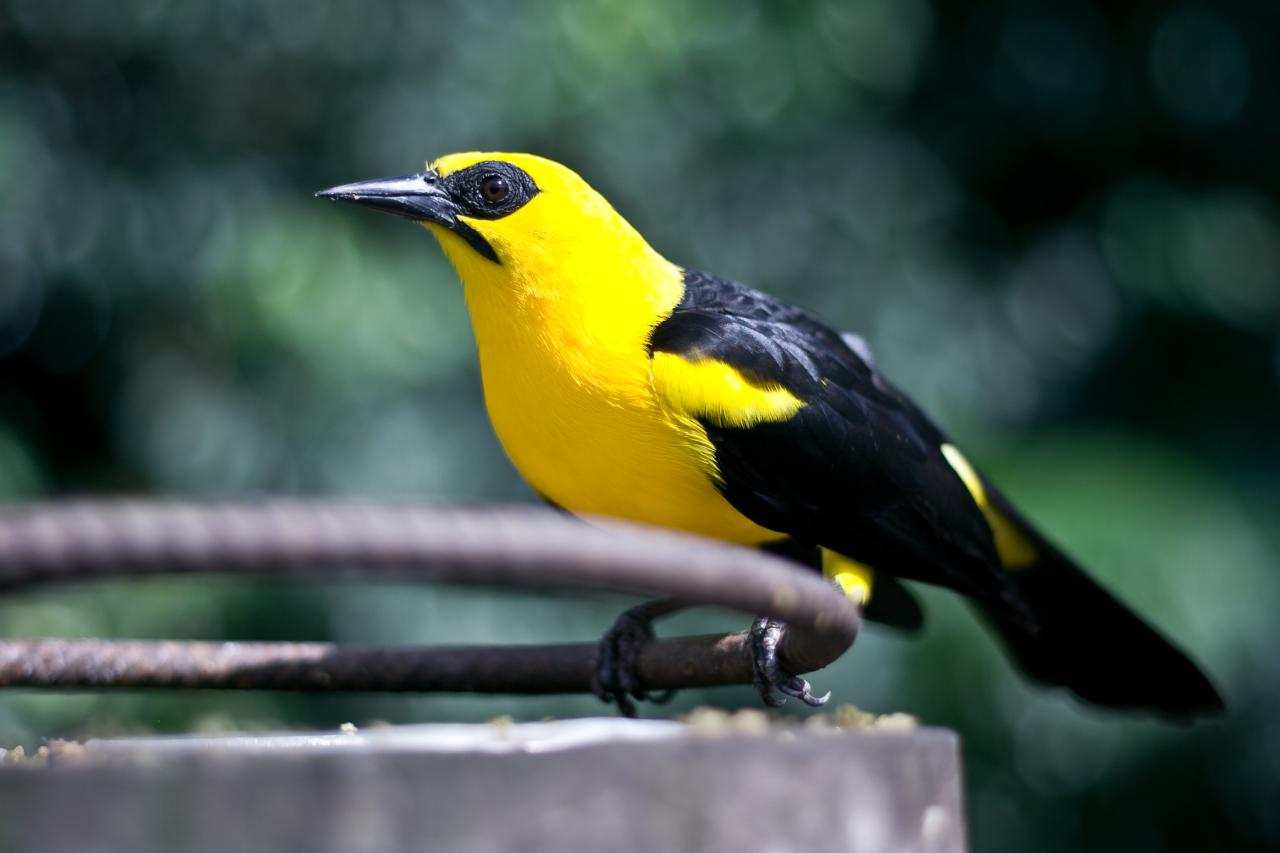
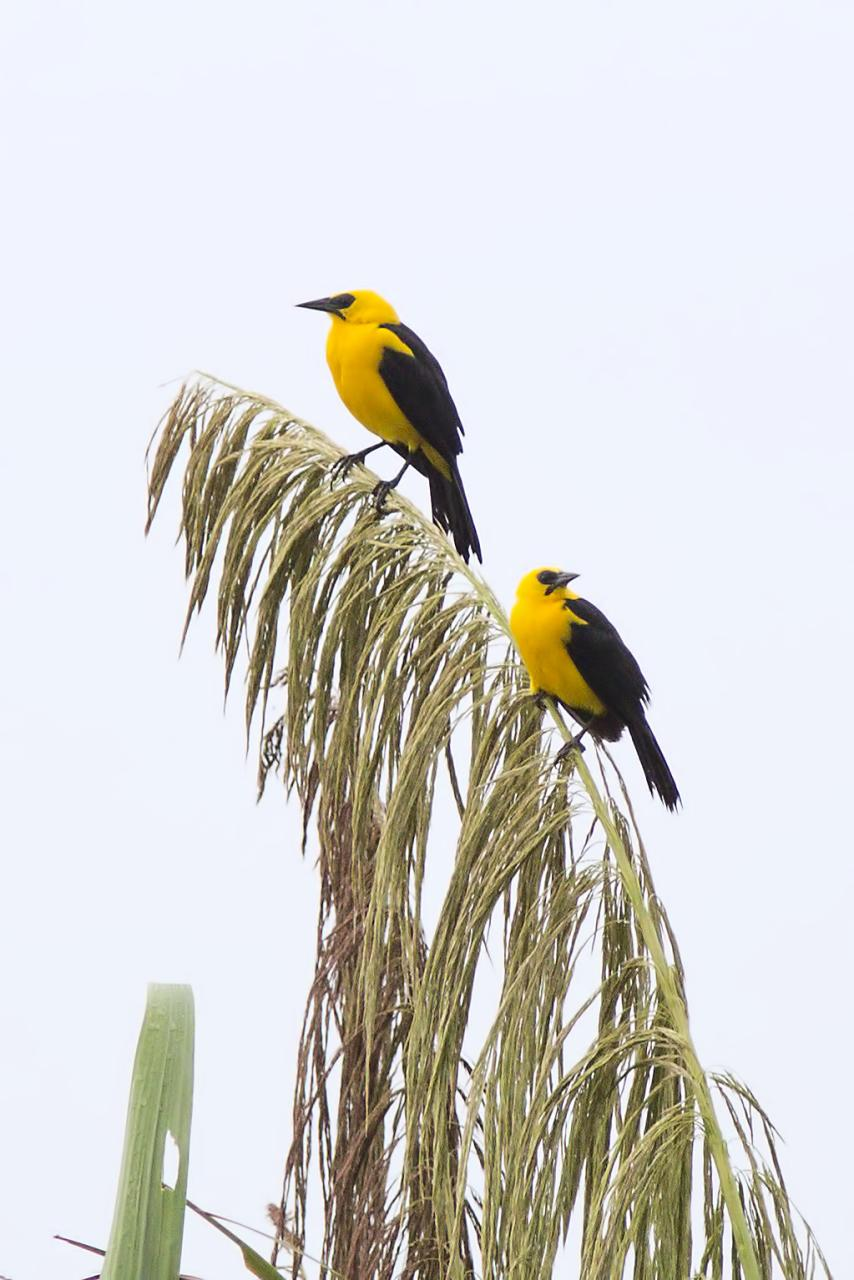
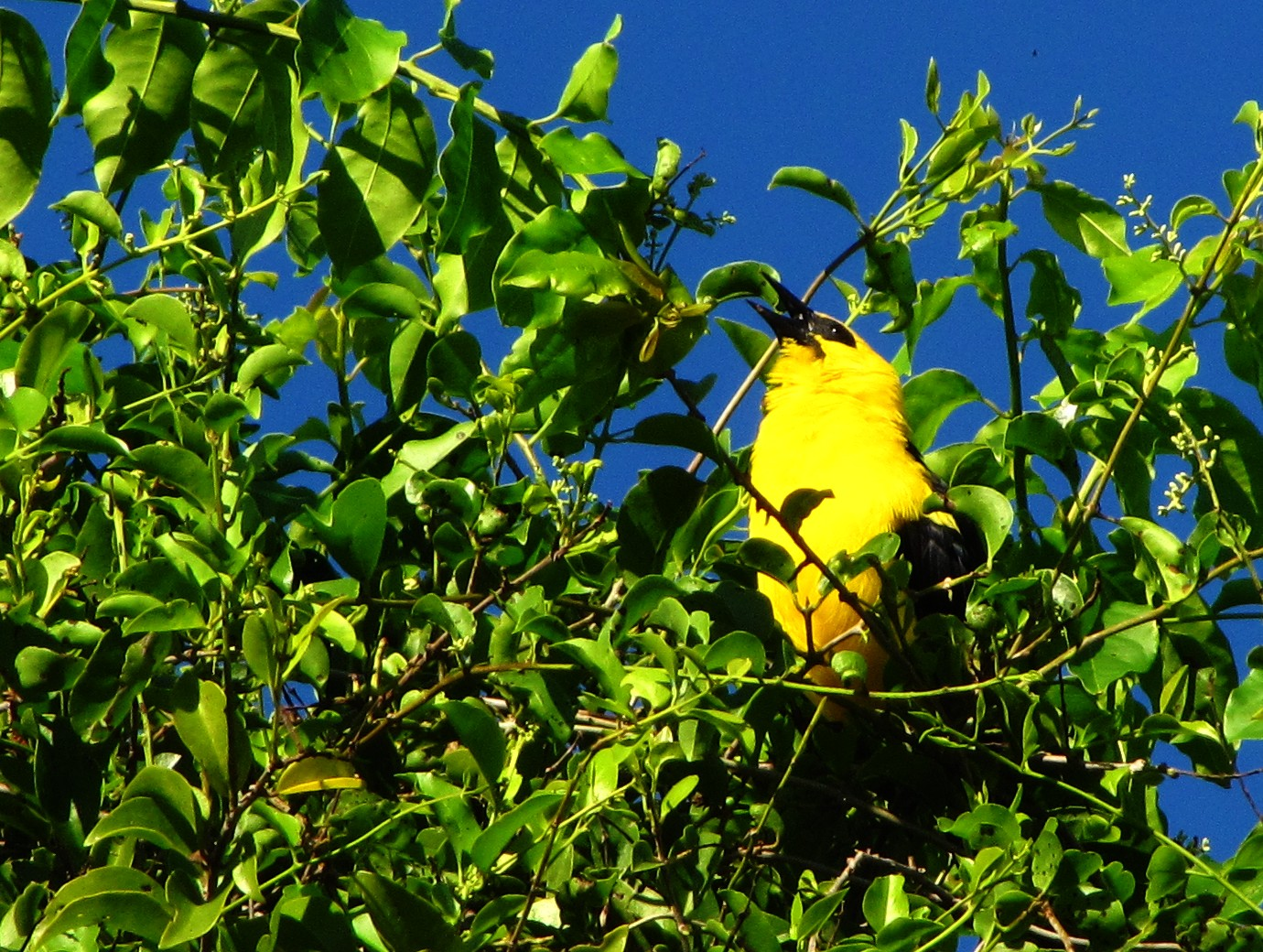